# Droga krajowa nr 118 (Kostaryka)
Droga krajowa nr 118 (hiszp. Ruta Nacional Secundaria 118/Ruta 118) – jedna z dróg krajowych w Kostaryce. Znajduje się ona w prowincji Alajuela.

## Opis
W prowincji Alajuela droga krajowa nr 118 przebiega przez kanton Alajuela (przez dystrykty San José i Tambor), kanton Grecia (przez dystrykty Grecia, San Roque, Tacares, Puente de Piedra i Bolívar), kanton Naranjo (przez Naranjo de Alajuela), kanton Poás (przez Carrillos) i kanton Sarchí (przez Sarchí, Sarchí Sur oraz San Pedro).